# 397 (tal)
397 är det naturliga talet som följer 396 och som följs av 398.

## Inom vetenskapen
- 397 Vienna, en asteroid.

## Inom matematiken
- 397 är ett udda tal
- 397 är ett primtal
- 397 är ett defekt tal
- 397 är ett centrerat hexagontal
- 397 är ett glatt tal